# Soul Man (film)
Soul Man è un film del 1986, diretto da Steve Miner.

## Trama
Mark Watson, figlio di una famiglia benestante, sta per accedere alla facoltà di legge di Harvard in compagnia del suo migliore amico Gordon. Il padre del ragazzo decide però di non sostenerlo economicamente: sarà il figlio a pagarsi da sé gli studi. Totalmente nel panico, Mark cerca in tutti i modi di ottenere un finanziamento, arrivando a chiedere anche un prestito in banca. Ignorato da tutti, trova l'occasione leggendo il bando per una borsa di studio per studenti meritevoli, che però è riservata agli studenti neri.
Mark decide così di compiere un azzardo estremo: si finge di colore dopo aver ingerito delle pillole abbronzanti in quantità superiore alla dose prescritta, apparendo così come un afroamericano. Watson parte quindi per Harvard. Una volta immerso nella vita quotidiana, però, Mark si rende ben presto conto di tutti i limiti e le discriminazioni razziali alle quali è soggetto uno studente nero americano.
Incontra poi una giovane studentessa nera, di nome Sarah, di cui s'innamora. Sarah non è altro che il candidato per la borsa di studio sottratta illegalmente da Mark, lavora sodo come cameriera per pagarsi gli studi e ha un figlio, George. La vicenda si concluderà con il pentimento di Mark, che svelerà a tutti la sua vera identità, verrà graziato e restituirà il denaro a Sarah, con la quale comincerà una relazione.